# Bundestagsausschüsse des 3. Deutschen Bundestages

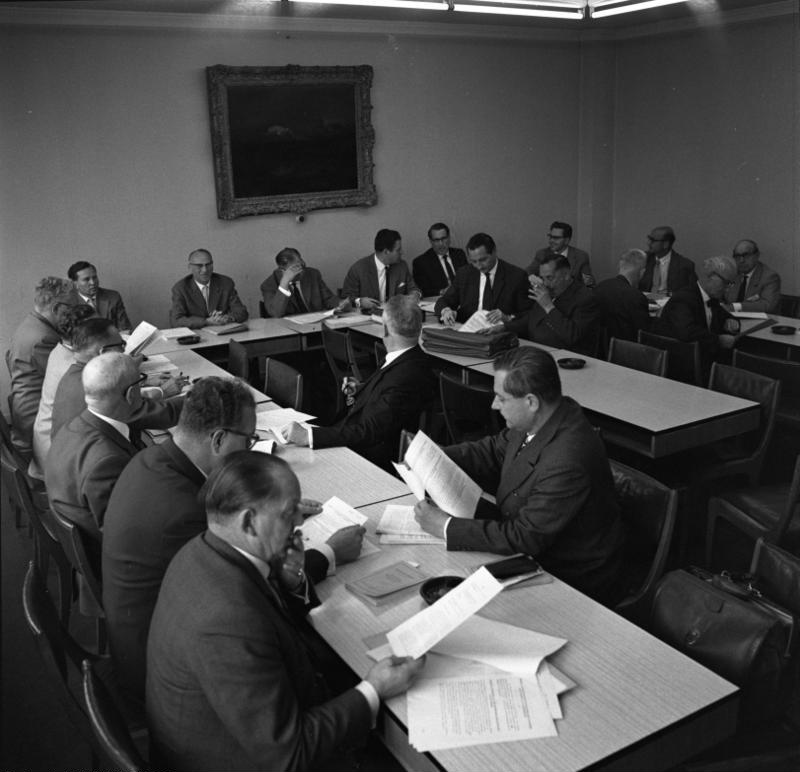
Der Bundestagsausschuss für Lastenausgleich in Bonn am 7. Juni 1961

Im Folgenden sind die 26 ständigen Bundestagsausschüsse des 3. Deutschen Bundestages (1957–1961) aufgeführt:
| Ausschuss | Vorsitz                                                                                    | Fraktion | Stellvertreter                                   | Fraktion | Mitglieder |
| --- | ------------------------------------------------------------------------------------------ | -------- | ------------------------------------------------ | -------- | ---------- |
| Ausschuss für Wahlprüfung, Immunität und Geschäftsordnung                                                        | Heinrich Georg Ritzel                                                                      | SPD      | Stefan Dittrich                                  | CDU/CSU  | 17         |
| Ausschuss für Petitionen                                                                                         | Luise Albertz ab 3. Juni 1959: Helene Wessel                                               | SPD      | Friedrich Funk                                   | CDU/CSU  | 29         |
| Ausschuss für auswärtige Angelegenheiten                                                                         | Kurt Georg Kiesinger ab 29. Januar 1959: Hans Furler ab 15. Mai 1960: Hermann Kopf         | CDU/CSU  | Carlo Schmid                                     | SPD      | 29         |
| Ausschuss für gesamtdeutsche und Berliner Fragen                                                                 | Herbert Wehner                                                                             | SPD      | Johann Baptist Gradl                             | CDU/CSU  | 29         |
| Ausschuss für Verteidigung                                                                                       | Richard Jaeger                                                                             | CDU/CSU  | Hans Merten                                      | SPD      | 29         |
| Ausschuss für Inneres                                                                                            | Friedrich Maier ab 25. Januar 1961: Hermann Schmitt-Vockenhausen                           | SPD      | Walter Kühlthau                                  | CDU/CSU  | 29         |
| Ausschuss für Wiedergutmachung                                                                                   | Otto Heinrich Greve ab 27. Februar 1958: Alfred Frenzel ab 10. November 1960: Gerhard Jahn | SPD      | Franz Böhm                                       | CDU/CSU  | 17         |
| Ausschuss für Kulturpolitik und Publizistik                                                                      | Bruno Heck                                                                                 | CDU/CSU  | Heinz Kühn                                       | SPD      | 29         |
| Ausschuss für Kommunalpolitik und öffentliche Fürsorge                                                           | Friedrich Wilhelm Willeke                                                                  | CDU/CSU  | Helmuth Schranz ab 9. November 1960: Willy Könen | DP SPD   | 29         |
| Ausschuss für Familien- und Jugendfragen                                                                         | Emil Kemmer                                                                                | CDU/CSU  | Marta Schanzenbach                               | SPD      | 23         |
| Ausschuss für Gesundheitswesen                                                                                   | Wolfgang Stammberger                                                                       | FDP      | Viktoria Steinbiß                                | CDU/CSU  | 23         |
| Rechtsausschuss                                                                                                  | Matthias Hoogen                                                                            | CDU/CSU  | Ewald Bucher                                     | FDP      | 29         |
| Haushaltsausschuss                                                                                               | Erwin Schoettle                                                                            | SPD      | Rudolf Vogel                                     | CDU/CSU  | 29         |
| Finanzausschuss                                                                                                  | August Neuburger                                                                           | CDU/CSU  | Walter Seuffert                                  | SPD      | 29         |
| Ausschuss für Lastenausgleich                                                                                    | Johannes Kunze ab 23. Juni 1960: Waldemar Kraft                                            | CDU/CSU  | Ludwig Preiß ab 11. Januar 1961: Ernst Zühlke    | DP SPD   | 17         |
| Wirtschaftsausschuss                                                                                             | Fritz Hellwig ab 7. Oktober 1959: Kurt Schmücker                                           | CDU/CSU  | Georg Kurlbaum                                   | SPD      | 29         |
| Außenhandelsausschuss                                                                                            | Günther Serres                                                                             | CDU/CSU  | Robert Margulies                                 | FDP      | 29         |
| Ausschuss für Mittelstandsfragen                                                                                 | Karl Wieninger                                                                             | CDU/CSU  | Erwin Lange                                      | SPD      | 23         |
| Ausschuss für Ernährung, Landwirtschaft und Forsten                                                              | Bernhard Bauknecht                                                                         | CDU/CSU  | Herbert Kriedemann                               | SPD      | 29         |
| Ausschuss für Sozialpolitik                                                                                      | Ernst Schellenberg                                                                         | SPD      | Peter Horn                                       | CDU/CSU  | 29         |
| Ausschuss für Arbeit                                                                                             | Josef Arndgen ab 13. November 1958: Heinrich Scheppmann                                    | CDU/CSU  | Willy Odenthal                                   | SPD      | 29         |
| Ausschuss für Kriegsopfer- und Heimkehrerfragen                                                                  | Kurt Pohle                                                                                 | SPD      | Maria Probst                                     | CDU/CSU  | 23         |
| Ausschuss für Verkehr, Post- und Fernmeldewesen                                                                  | Paul Bleiß                                                                                 | SPD      | Ernst Müller-Hermann                             | CDU/CSU  | 29         |
| Ausschuss für Wohnungswesen und Bodenrecht ab 9. Dezember 1957: Ausschuss für Wohnungswesen, Bau- und Bodenrecht | Carl Hesberg                                                                               | CDU/CSU  | Julius Brecht                                    | SPD      | 29         |
| Ausschuss für Heimatvertriebene                                                                                  | Ernst Kuntscher                                                                            | CDU/CSU  | Reinhold Rehs                                    | SPD      | 23         |
| Ausschuss für Atomkernenergie und Wasserwirtschaft                                                               | Thomas Dehler                                                                              | FDP      | Hugo Geiger                                      | CDU/CSU  | 29         |